# Lucie Akkerman
Lucie Akkerman (Den Dolder, 11 augustus 1996) is een Nederlandse voetballer.
Ze speelde meerdere wedstrijden met Oranje O19, waarmee ze in 2015 Europees Kampioen werd.

## Statistieken
| Seizoen | Club          | Land      | Competitie          | Wedstrijden | Doelpunten |
| ------- | ------------- | --------- | ------------------- | ----------- | ---------- |
| 2013/14 | sc Heerenveen | Nederland | Women's BeNe League | 8           | 0          |
| 2014/15 | sc Heerenveen | Nederland | Women's BeNe League | 23          | 0          |
| 2015/16 | PSV           | Nederland | Eredivisie          | 18          | 2          |
| 2016/17 | PSV           | Nederland | Eredivisie          | 22          | 4          |
| 2017/18 | PSV           | Nederland | Eredivisie          | 14          | 8          |
| 2018/19 | Ajax          | Nederland | Eredivisie          | 17          | 2          |
| 2019/20 | Ajax          | Nederland | Eredivisie          | 15          | 2          |
| 2020/21 | Ajax          | Nederland | Vrouwen Eredivisie  | –           | –          |
| Totaal  | Totaal        | Totaal    | Totaal              | 115         | 18         |

Bijgewerkt op 13 dec 2018